# Moqrisset
Moqrisset (eller Mokrisset, arabisk: مقريسات) er en landsby i Ouezzane-provinsen, Tangier-Tétouan, Marokko. Ifølge folketællingen i 2012 havde byen et indbyggertal på 1,756. Den ligger i nærheden af Rifbjergene. Den har ligget i Ouezzane-provinsen siden dets oprettelse i 2009, og var tidligere en del af provinsen Chefchaouen .